# Distretto di Seraikela Kharsawan
Il distretto di Seraikela Kharsawan è un distretto del Jharkhand, in India, di 767 442 abitanti. Il suo capoluogo è Seraikela.
Il territorio comprende i seguenti comuni, denominati blocks: Chandil, Gamharia, Ichagarh, Kharsawan, Kuchai, Nimdih, Seraikela e Rajnagar.